# 圣西蒙德博尔德
圣西蒙德博尔德（法語：Saint-Simon-de-Bordes，法語發音：[sɛ̃ simɔ̃ də bɔʁd]）是法国滨海夏朗德省的一个市镇，位于该省南部，属于容扎克区。

## 地理
圣西蒙德博尔德（45°23'44"N, 0°27'13"W）面积14.08 平方千米，位于法国新阿基坦大区滨海夏朗德省，该省份为法国西部滨海省份，北起旺代省，西临大西洋，南至吉倫特省，东南接多爾多涅省，东北接德塞夫勒省接壤，东临夏朗德省。
与圣西蒙德博尔德接壤的市镇（或旧市镇、城区）包括：阿居代勒、阿拉博卡日、容扎克、尼约勒勒维鲁伊、奥济亚克、圣日耳曼-德吕西尼昂、圣伊莱尔迪布瓦、维勒克萨维耶。

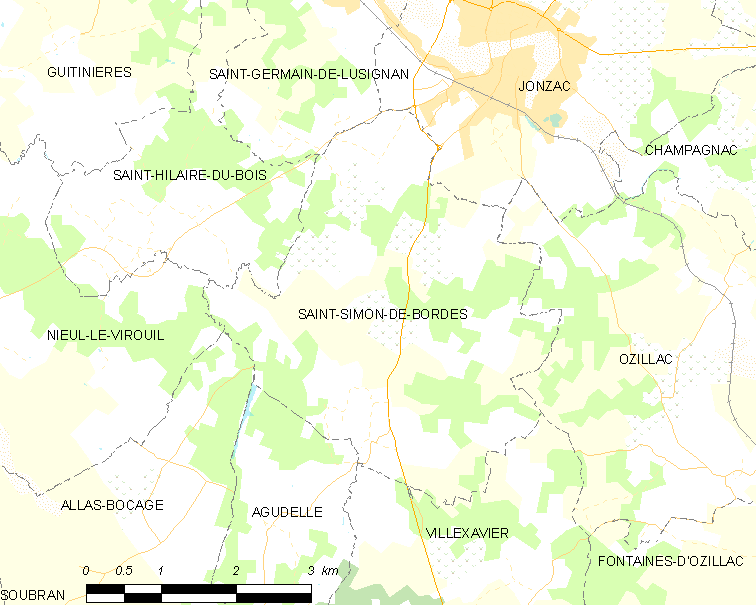
圣西蒙德博尔德的OSM定位图

圣西蒙德博尔德的时区为UTC+01:00、UTC+02:00（夏令时）。

## 行政
圣西蒙德博尔德的邮政编码为17500，INSEE市镇编码为17403。

## 政治
圣西蒙德博尔德所属的省级选区为容扎克县。

## 人口

1962-2008年间圣西蒙德博尔德人口变化图示

圣西蒙德博尔德于2022年1月1日时的人口数量为767人。